# František Lazecký
František Lazecký (18. srpna 1905 Tísek – 16. listopadu 1984 Praha) byl moravský knihovník, spisovatel a básník katolické orientace.

## Život
Narodil se v rodině rolníka Josefa Lazeckého (1873) a Amalie rozené Tisovské (1882). R. 1942 se ve Frýdlantě oženil s Květuší Kavkovou (1916–1988).
Po studiu na měšťanské škole v Klimkovicích, studoval od roku 1921 na vyšší hospodářské škole v Opavě, kde mezi jeho učiteli byl i regionální spisovatel Vojtěch Martínek. Po maturitě r. 1925 studoval na Vysoké škole zemědělského inženýrství (tehdy součást ČVUT) a roku 1930 získal titul inženýra. Souběžně studoval jeden rok knihovnictví na Filozofické fakultě Univerzity Karlovy (UK) a v letech 1928–1929 státní knihovnickou školu.
Od roku 1930 byl knihovníkem Ústřední zemědělské a lesnické knihovny Československé akademie zemědělských věd v Praze. V letech 1946–1952 a 1956–1959 byl jejím ředitelem a v letech 1959–1962 externě přednášel knihovnictví na Filozofické fakultě UK. Přispíval do několika katolických literárních časopisů (Akord, Řád aj.) Roku 1969 odešel do důchodu a věnoval se pouze psaní a literatuře, zejména pro děti. Byl členem Umělecké besedy v Praze, Moravského kola spisovatelů v Brně (1943–1948) a Sdružení slezských umělců v Opavě.

### Tvorba
Do literatury vstoupil lyrikou, která až barokně emfaticky představovala spor duše s tělem (sbírky Krutá chemie, Kříže). Koncem 30. let zjednodušil formu veršů, až k písňovému rytmu, a také témata: začal psát především o domově. Překládal například písně Ludwiga van Beethovena, F. Schuberta nebo M. P. Musorgského, podílel se na překladu Starého zákona a katolického breviáře. Po roce 1945 se začal zabývat tvorbou pro děti, přičemž čerpal z folklorní tradice Slezska (zejm. pohádky). Básně ze 70. let jsou považovány za vrchol jeho tvorby (sbírky Hledání klíčů, Jenom vzlyk temnot). Psal i eseje, v předválečných letech hlavně s historickou tematikou.

## Dílo

### Básně
- Krutá chemie (1930)
- Kříže (1934)
- Odění královské (1937)
- Vězeň (1940)
- Malé rekviem (1944)
- Bratr Svět (1947)
- Má paní hudba (1970)
- Hledání klíčů (1971)
- Jenom vzlyk temnot (1971)
- Přátelství s jalovcem (1978) – vyšlo jako bibliofilie
- Malinový chodníček (1979) – básně pro děti
- Naše kačka potápačka (1979) – básně pro děti
- Moje klenotnice (1980) – vyšlo jako bibliofilie
- Na mořském břehu (1980) – vyšlo jako bibliofilie
- Osudná píseň (1982)
- Zastavení pod jeřabinou (1982) – vyšlo jako bibliofilie
- Chlebovice (1983)
- Světlany (1985) – vyšlo jako bibliofilie
- Mamince na hrob (1985) – vyšlo jako bibliofilie
- Večeře u kata (1988)
- To krásné jaro (1988)
- Tam u živých vod (1988)
- Století za stoletím (1991)
- Poéma o lidském srdci (1991)

### Eseje
- Pro mou zemi (1936)
- Vladaři (1938)
- Nad Slezskými písněmi (1947) – vyšlo jako bibliofilie
- Křížová cesta (1991)

### Próza
- Studna v selském dvoře (1939)
- Kaliny a maliny (1960) – přepracované 2. vyd. 1972 pod názvem Kvítko ze skleněné hory
- Černá princezna a ptáček Konypáček. Slezské pohádky 1. (1975)
- Sedm Janků a drak Sedmihlavec. Slezské pohádky 2. (1977)
- Dukátová stařenka: pověsti ze slezského a lašského kraje (1983)